# Барух Спиноза
Барух де Спиноза (хебр. ברוך שפינוזה, хол. Baruch de Spinoza), касније Бенедикто Спиноза (лат. Benedictus; Амстердам, 24. новембар 1632 — Хаг, 21. фебруар 1677) био је холандски филозоф.
Рођен је у породици јеврејског порекла. Спиноза је представник филозофије рационализма коју развија под непосредним Декартовим утицајем. На његову филозофију такође утичу јеврејска мисао, Платон, Аристотел, стоички филозофи, неоплатонисти и средњовековна мисао. Главна поља интересовања су му била метафизика, епистемологија, психологија, етика, политичка теорија и филозофија религије.
Спиноза је био један од најзначајнијих и најдоследнијих представника рационалистичке и монистичке филозофије. Његова мисао, изнета у капиталном делу "Етика", извршила веома значајан утицај на европску филозофију. Критички однос према Библији и Талмуду изазвао гнев у теолошким круговима, а јеврејска заједница га 1656. анатемисала и искључила из својих редова. Његово учење се често поистовећује са пантеизмом. Сматра се да је био једна од најзначајнијих фигура рационализма XVII вијека.

## Биографија
Спиноза се родио у Амстердаму, у јеврејској породици, која се доселила из Португала. Одрастао у јеврејској заједници и од најранијих година био је другачији од вршњака и веома посвећен изучавању Библије, Талмуда и средњовековне филозофије. Отац га је послао у школу за рабина, јер је то велика част за сваку јеврејску породицу. У школи се млади Барух истицао лакоћом памћења и проницљивим питањима која је постављао поштованим рабинима. Између 1652. и 1656. године студира картезијанску филозофију у школи Франсис ван Емдем. У 22. години живота је промијенио своје јеврејско име Барух у латинско Бенедикто. Током студија филозофије је развио хетеродоксне концепције о природи божанског, напуштајући традиционална гледишта јудаизма. Јеврејске старешине га прво моле, а потом му наређују да се тих ставова јавно одрекне. Млади Спиноза то одбија, те га вијеће стараца проклиње најтежом анатемом и изопштава из јеврејске заједнице 1656. године.
| „ | По пресуди анђела и по решењу светаца, ми прогонимо, одбацујемо, кунемо и проклињемо Баруха д'Еспонозу с одобрењем бога и ове света општине, пред лицем светих књига и шест стотина и тринаест прописа који су у њима садржани: проклињемо га ... свим проклетствима која су написана у књизи закона. Нека је проклет дању и нека је проклет ноћу. Нека је проклет кад леже и нека је проклет кад устаје. Нека је проклет кад полази и нека је проклет кад се враћа... Нека освета и гнев Господа пламте против овог човека ... И нека униште име његово ... Наређујемо вам да нико с њим не проговори ни усмено ни писмено, да нико не борави с њим под истим кровом или четири лакта ближе од њега, да нико не чита спис који је он саставио. | ” |

1666. године Спиноза напушта Амстердам и пребива у Ријнсбургу, Ворбургу и Хагу. Најтеже му пада одвајање од старије сестре Ребеке, која му је у најранијим данима усадила љубав ка учењу. Сестри Ребеки препушта читаво очево наследство и за себе оставља само један кревет и трпезу. Прогањан и понижаван као »принц безбожник», »отпадник« и »инкарнација сатане« чија дела »заслужују да буду бачена у таму пакла«, Спиноза одбија да напусти свој теоријски став. Он одбија позив за професора на филозофској катедри у Хајделбергу 1673. године, да би се издржавао напорним радом брушења оптичких стакала и осигурао тако себи интелектуалну и моралну независност. Његово познавање оптике га је навело на значајан допринос науци XVII вијека.
Провео је цијели свој живот у Холандији. Умире у 45. години живота од туберкулозе. За време живота су му објављена само 2 списа: „Принципи филозофије Рене Декарта“, у којем излаже сопствену интерпретацију учење Декарта, и „Теолошко-политички трактат“, који је због оштре критике и слободоумних теза штампао анонимно. Његово капитално дело „Етика геометријским редом изложена“ је објављено постхумно.

## Учење

### Метафизика
Спиноза именује врховно биће појмом »Бог или Природа« , чиме указује да у његовој метафизици Бог и природа јесу једно те исто. Ово се ослања на његово мишљење да Бог има тијело. Природа јесте божије тијело, односно Бог сам, а свако биће или ствар, дио је Бога.
| „ | На Ваше питање да ли о Богу имам тако јасну идеју као о троуглу - одговарам: да. Али ако ме питате, да ли о Богу имам тако јасну представу као о троуглу, онда ја одговарам: не, немам. | ” |

Спиноза негира антропоморфизам у религији. За њега Бог није личност; нема осјећање разума, воље или моралних квалитета. Бог није човјек и не треба му приписивати људске особине. Бог није искључиво добар; његови поступци људима, из њихове ограничене перспективе, могу изгледати злим. Али зло је такође дио Бога - његова супротност не постоји, јер је његова безграничност и то уклопила у себе. Непостојање ђавола Спиноза покушава и онтолошки да докаже:
| „       | Схватимо ђавола, како то неки хоће, као једно мислеће биће, које уопште не жели, нити чини добра, и које се дакле потпуно супротставља Богу. А то значи да је оно заиста врло биједно и, ако молитве могу помоћи, онда би се за његово спасење морало молити. Али погледајмо да ли једно такво биће може и за тренутак постојати, и одмах ћемо наћи да то није тако; јер из савршенства неке ствари произилази цјелокупно њено трајање, и уколико она у себи има више стварног и божанског, утолико је и постојанија; како дакле може постојати ђаво, који у себи нема ни најмање савршенства? Сем тога, постојаност или трајање код једног модуса мислеће ствари јавља се само у јединству које, проузроковано љубављу, такав модус има са Богом. Пошто је у ђаволу дата управо супротност томе јединству, немогуће је да оно и постоји. | ” |
| — Етика | |   |

### Епистемологија и психологија
Као и остали рационалисти, Спиноза разликује двије врсте представе: путем маште и путем интелекта. Машта је представа преко које настаје унутрашња слика ствари, односно као последица чулног опажања. Интелектом се стварају одговарајући концепти, не слика ствари.
Спиноза, такође разликује три врсте сазнања:
- Прво и ниже на скали назива мишљење, машта (opinio, imaginatio). Овде укључује „случајно и неодређено искуство” (experientia vaga), такође сазнање из друге руке, (преко туђег искуства) и сазнање које се може стећи преко симбола и знакова. Закључује да ова врста сазнања зависи од „збуњујућих и непрецизно одређених података”, значи посредно и преко чулних опажања, те стога није прикладно као база за филозофску аргументацију.
- Друго и више на скали, долази путем разума (ratio), које зависи од карактеристика и природе структуре ствари, тј., „заједничко за све и исто у делу и свеобухватности”, или одговарајуће сазнање о супстанцији, али ипак супротно есенцији.
- Треће и највише на скали, дефинише као „интуитивно сазнање” (scientia intuitiva). Интуитивно сазнање, по Спинози, долази преко одговарајућег сазнања о супстанцији и атрибутима божанским, као и сазнања о самој есенцији ствари. Такву врсту сазнање је могуће стећи једино путем одговарајућег „редоследа акције и реакције”.

### Етика
По Спинози, иако филозофија почиње метафизиком, њен крајњи циљ је да служи као потпора етичкој мисли.

## Дела
Једино спис које је Спиноза објавио за живота јесте Принципи картезијанске филозофије (Renati Des Cartes Principiorum Philosophiae, Part I et II), 1663. године. То је био његов покушај реформулисања и сажимања Декартовог списа Принципи филозофије, на начин који је сам дефинисао као „геометријски метод”. Спинозин „геометријски метод” се заснива на моделу Еуклидових Елемената и „методу синтезе” позајмљен од Декарта. Полази од исказа почетног скупа дефиниција и аксиома, да би покушао доказати различите претпоставке.
Његово капитално дело „Етика“ је написано на латинском, а не на холандском језику, што је неуобичајено за то време.